# Inas Nacht
Inas Nacht (anhörenⓘ) ist eine Late-Night-Show, die seit 2007 vom NDR in Hamburg produziert wird. Moderatorin und Namensgeberin der Sendung ist Ina Müller.

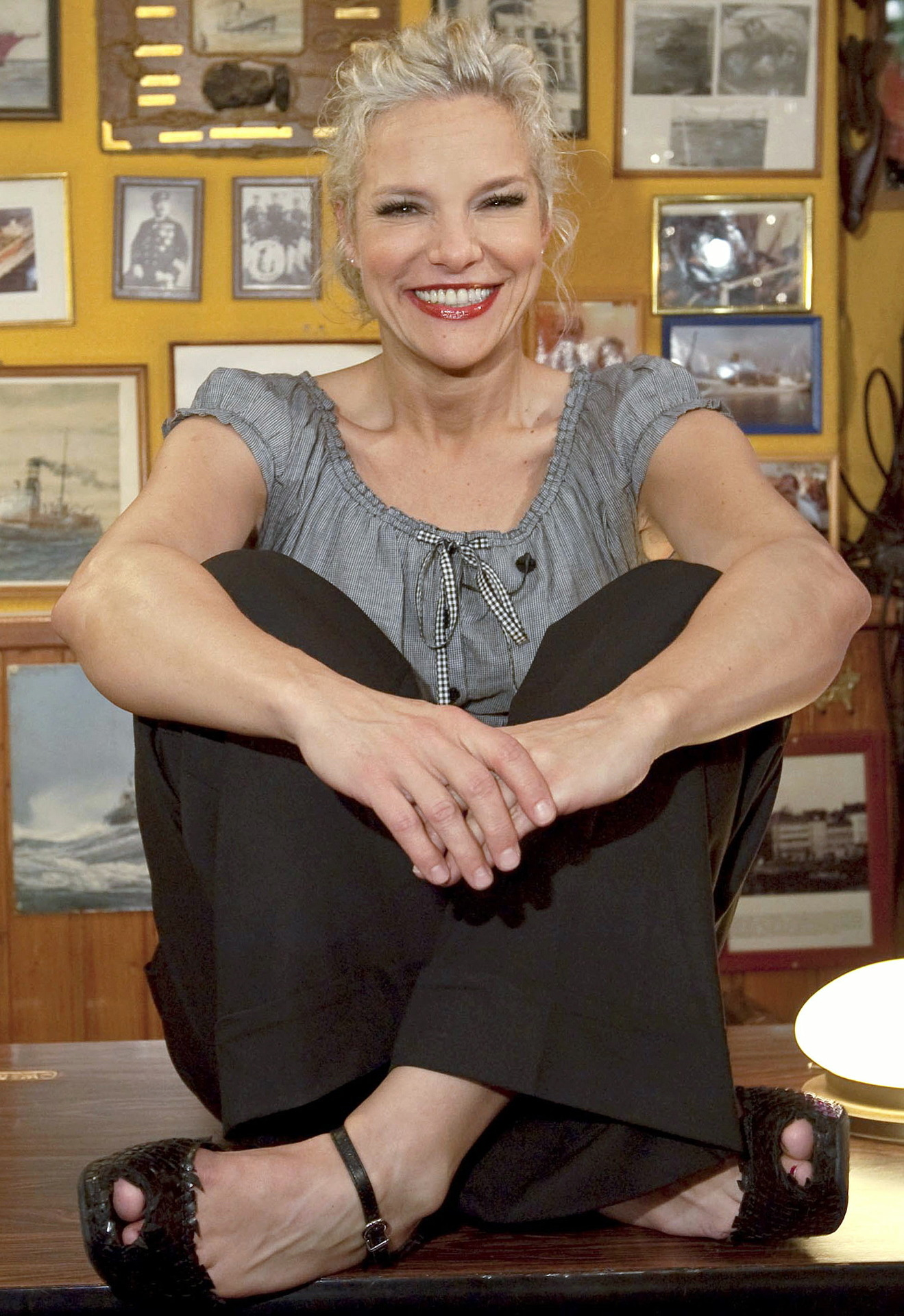
Moderatorin Ina Müller auf dem Tresen (2007)

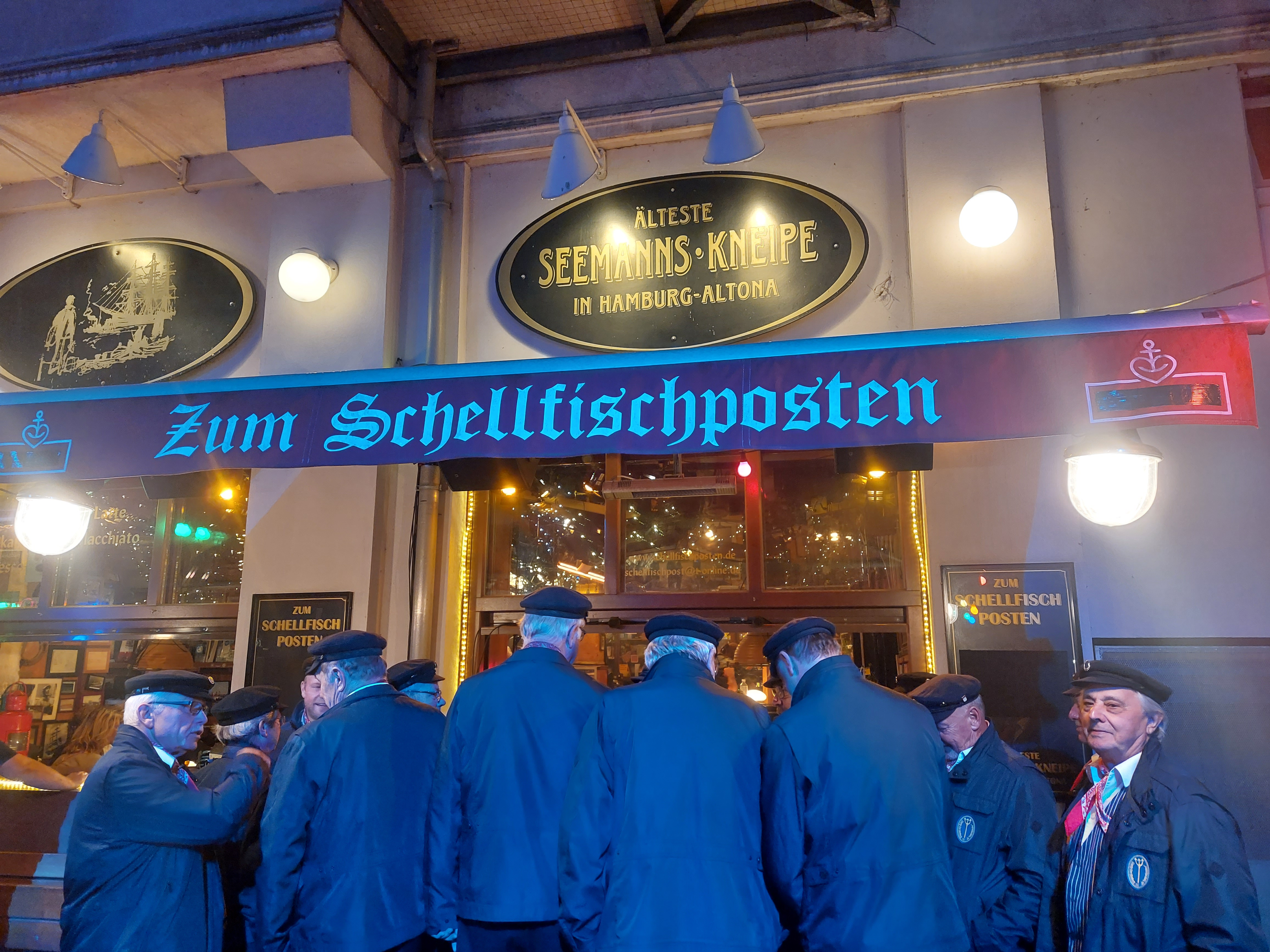
De Tampentrekker außen am Fenster des Schellfischposten

## Ablauf
Als Erkennungsmelodie der Sendung dient das Intro zu Dummes Spiel von DePhazz aus dem Album „Big“, das im Jahr 2009 zusammen mit der Bigband des Hessischen Rundfunks aufgenommen wurde.
Aufgezeichnet wird die Sendung in der Kneipe Zum Schellfischposten an der Carsten-Rehder-Straße 62 in Hamburg-Altona; da der Gastraum sehr klein ist, können nur 14 bis 16 ausgewählte Gäste an zwei Tischen sitzen.
Für die musikalische Untermalung sorgen die „Kleine-Ina-Müller-Band“ und der 20 Mann starke Wilhelmsburger Shantychor „De Tampentrekker“. Während die drei Mitglieder der „Kleinen-Ina-Müller-Band“ mit ihren Instrumenten noch Platz zwischen den beiden Gästetischen im Lokal finden, muss der Shantychor aus Platzgründen vor dem Gebäude an einem geöffneten Fenster stehen. Der Shantychor setzt während der Gespräche auf Zuruf oder auch selbstständig mehrfach im Verlauf der Sendung wie ein Jingle ein. Angesungen werden vor allem zwei Stücke: der Refrain von Drunken Sailor, sobald Getränke an die Talkgäste ausgeschenkt werden, und der Refrain von Moskau mit dem abgeänderten Text „Witzig, witzig! Heute haben wir viel gelacht, denn wir sind bei Inas Nacht, ha ha ha ha ha, hey!“, wenn es im Gespräch zu einem lustigen Moment kommt.
Ina Müller spricht pro Sendung, die jeweils etwa eine Stunde dauert, nacheinander mit zwei, manchmal auch drei Gästen am Tresen der Kneipe und gibt auch den Besuchern selbst die Möglichkeit, Fragen an die jeweiligen Talkgäste zu stellen. Dazu können die Besucher einen kurzen Satz auf den ausliegenden Bierdeckeln notieren, die später eingesammelt und nach willkürlicher Auswahl von Ina Müller vorgelesen werden.
Neben den Gesprächen singt die Moderatorin gelegentlich zusammen mit dem Gast ein Lied, das vor der Sendung gemeinsam ausgewählt wurde. Außerdem treten musikalische Newcomer, Müllers Lieblingsbands sowie Comedians oder Kabarettisten zwischen den Gästewechseln und am Schluss der Sendung auf. Zehn Musikaufnahmen aus dem Zeitraum Oktober 2008 bis November 2015 wurden von Ina Müller auf der Bonus-CD Inas kleine Nachtmusik zu ihrem Album Ich bin die veröffentlicht.

## Besonderheiten

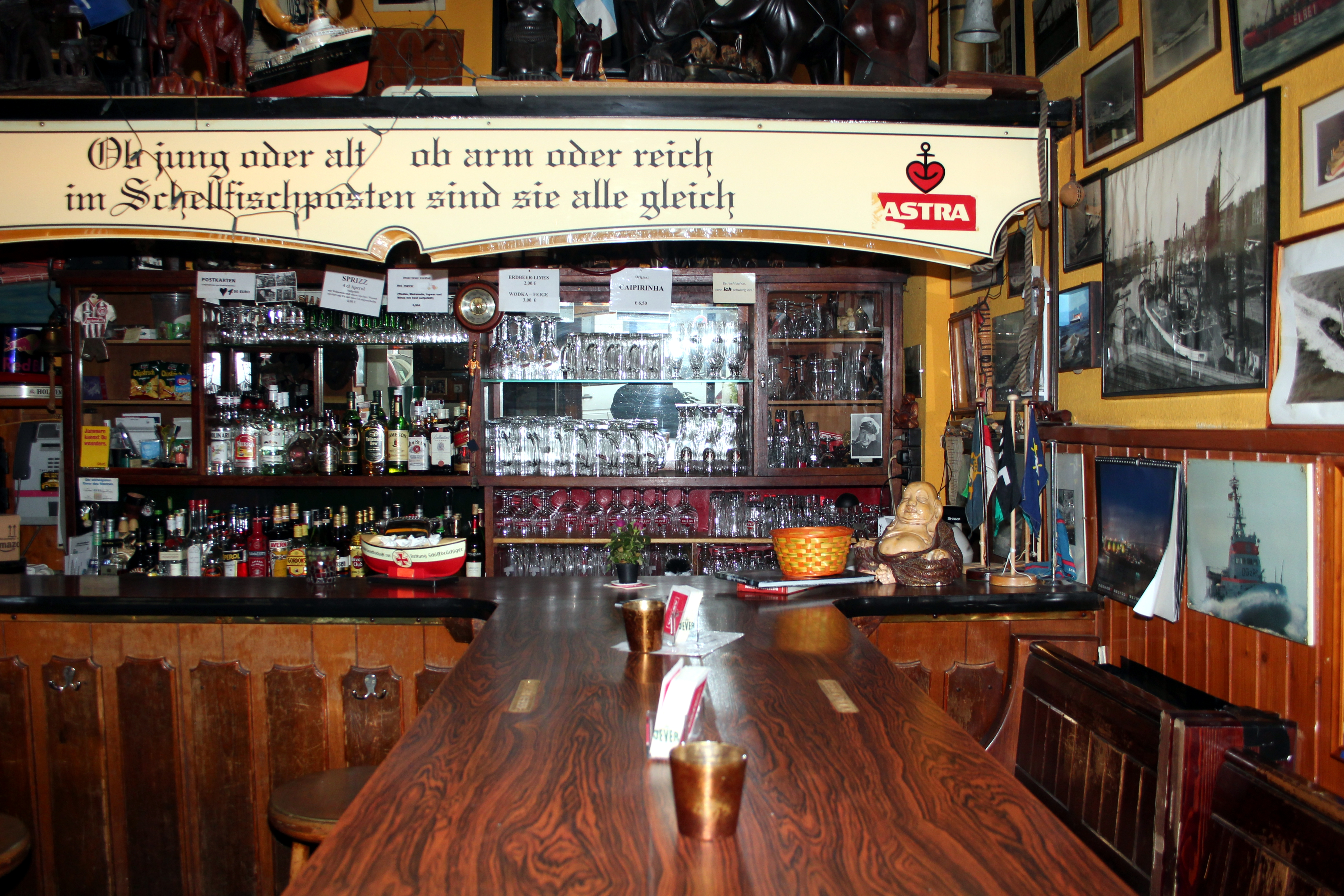
Innenansicht der Kneipe Zum Schellfischposten (2010)

Zu Beginn eines Gesprächs können sich die Talkgäste ein Getränk bestellen und sind, beispielsweise bei Bier oder Cocktails, teilweise überrascht darüber, dass sie dann die alkoholhaltige Variante erhalten, nicht die bei Fernsehproduktionen üblicherweise verwendete alkoholfreie.
Die Talkgäste zeigen sich zudem regelmäßig erstaunt über die gründliche Recherche der Redaktion im Vorfeld der Sendungen, da die Moderatorin oft Details zu ihren Gästen zu berichten weiß, die bislang nicht oder nur im privaten Kreis bekannt waren.
Um dem Verbot von Produktplatzierungen im öffentlich-rechtlichen Fernsehen gemäß Rundfunkstaatsvertrag gerecht zu werden, werden diese bei Aufzeichnungen von Inas Nacht in der Regel entfernt oder schwarz abgeklebt, wie zum Beispiel Logo und Schriftzug der Hamburger Biermarke Astra auf dem Leuchtschild mit dem Spruch „Ob jung oder alt, ob arm oder reich, im Schellfischposten sind sie alle gleich“ über dem Tresen oder an der Außenmarkise der Kneipe. Bei der Aufzeichnung der Sendung mit Axel Schulz klebte Ina Müller bei der Begrüßung ihres Gastes den Schriftzug seines Sponsors Fackelmann auf seinem Baseballcap teilweise ab.
2016 spielten Ina Müller und Steffen Hallaschka in einer besonderen Ausgabe von Inas Nacht die Lockvögel für die Sendung Verstehen Sie Spaß?, bei der der Fernsehkoch Alexander Herrmann reingelegt wurde.
Die 16. Staffel wurde im Sommer 2020 aufgrund der grassierenden COVID-19-Pandemie ohne Publikum im Schellfischposten und ohne Shantychor, da dessen Mitglieder altersbedingt zur Corona-Risikogruppe gehören, aufgezeichnet. In einer Folge gab es erstmals keinen Musikgast.

## Episoden
| Folge      | Erstausstrahlung              | Talkgäste                                                   | Musik, Comedy, Kabarett                                       |
| ---------- | ----------------------------- | ----------------------------------------------------------- | ------------------------------------------------------------- |
| Staffel 1  |                               |                                                             |                                                               |
| 001.       | 9. Juni 2007 (NDR Fernsehen)  | Helmut Lotti, Reinhold Beckmann                             | Diane Weigmann & Thimo Sander, Horst Evers                    |
| 002.       | 17. Nov. 2007 (NDR Fernsehen) | Wildecker Herzbuben, Annett Louisan                         | Olli Schulz, Olaf Schubert                                    |
| 003.       | 24. Nov. 2007 (NDR Fernsehen) | Jan Fedder, Lotto King Karl                                 | Erdmöbel, Schildkröte                                         |
| Staffel 2  |                               |                                                             |                                                               |
| 004.       | 16. Mai 2008 (NDR Fernsehen)  | Hugo Egon Balder, Johann König                              | The BossHoss, Pigor & Eichhorn                                |
| 005.       | 23. Mai 2008 (NDR Fernsehen)  | Ralf Schmitz, Dagmar Koller                                 | Ruben Cossani, GlasBlasSing Quintett                          |
| 006.       | 30. Mai 2008 (NDR Fernsehen)  | Karl Moik, Anna Fischer                                     | Ingo Pohlmann & Hagen Kuhr, Panda, Kay Ray                    |
| 007.       | 6. Juni 2008 (NDR Fernsehen)  | Bastian Sick, Kessler-Zwillinge                             | Revolverheld, Popolski-Familie                                |
| Staffel 3  |                               |                                                             |                                                               |
| 008.       | 26. Sep. 2008 (NDR Fernsehen) | Mirja Boes, Andreas Hoppe                                   | Gregor Meyle, Annamateur                                      |
| 009.       | 3. Okt. 2008 (NDR Fernsehen)  | Mary Roos, Jan-Gregor Kremp                                 | Tomte, Global Kryner                                          |
| 010.       | 10. Okt. 2008 (NDR Fernsehen) | Heino, Bettina Tietjen                                      | Niels Frevert, René Marik                                     |
| 011.       | 17. Okt. 2008 (NDR Fernsehen) | Guido Cantz, Richy Müller                                   | Triska, Rainald Grebe, Ten Tenors                             |
| Staffel 4  |                               |                                                             |                                                               |
| 012.       | 5. Juni 2009 (NDR Fernsehen)  | Sasha, Tony Marshall                                        | Johannes Oerding, Charchulla-Zwillinge                        |
| 013.       | 12. Juni 2009 (NDR Fernsehen) | Barbara Schöneberger, Uwe Ochsenknecht                      | Selig                                                         |
| 014.       | 19. Juni 2009 (NDR Fernsehen) | Kolja Kleeberg, Matze Knop                                  | MIA., Clueso                                                  |
| 015.       | 26. Juni 2009 (NDR Fernsehen) | Thomas Hermanns, Michael Wendler                            | Tina Dico, LaBrassBanda                                       |
| 016.       | 3. Juli 2009 (NDR Fernsehen)  | Annette Frier, Hellmuth Karasek                             | Christian Venus, Basta                                        |
| 017.       | 10. Juli 2009 (NDR Fernsehen) | Jürgen von der Lippe, Thomas Schaaf                         | Mariahilff, Farid, Streetband                                 |
| Staffel 5  |                               |                                                             |                                                               |
| 018.       | 16. Nov. 2009 (Das Erste)     | Jürgen Drews, Yvonne Catterfeld, Oliver Wnuk                | Axel Bosse, The Baseballs                                     |
| 019.       | 19. Nov. 2009 (Das Erste)     | Jan Josef Liefers, Ingrid van Bergen, Sven Regener          | Element of Crime                                              |
| 020.       | 23. Nov. 2009 (Das Erste)     | Christine Westermann, Wotan Wilke Möhring                   | Max Herre, Fanfara Kalashnikov                                |
| 021.       | 26. Nov. 2009 (Das Erste)     | Peter Maffay, Frank Schätzing                               | Ron Diva, Miss Platnum                                        |
| 022.       | 3. Dez. 2009 (Das Erste)      | Ulrich Wickert, Bela B.                                     | Martin Kilger                                                 |
| 023.       | 10. Dez. 2009 (Das Erste)     | Christian Rach, Erika Berger                                | Jochen Distelmeyer, Sportfreunde Stiller                      |
| Staffel 6  |                               |                                                             |                                                               |
| 024.       | 9. Sep. 2010 (Das Erste)      | Katharina Thalbach, H. P. Baxxter                           | Philipp Poisel, Dendemann                                     |
| 025.       | 16. Sep. 2010 (Das Erste)     | Thomas D, Smudo, Anna Loos                                  | Silly, Polkaholix, Samuel Anthes                              |
| 026.       | 23. Sep. 2010 (Das Erste)     | Désirée Nick, Nina Hagen                                    | Gossip mit Beth Ditto                                         |
| 027.       | 7. Okt. 2010 (Das Erste)      | Gunter Gabriel, Florian David Fitz                          | Tiemo Hauer, Raith-Schwestern                                 |
| 028.       | 14. Okt. 2010 (Das Erste)     | Reiner Calmund, Anneke Kim Sarnau                           | Jupiter Jones, Rafael Cortés                                  |
| 029.       | 21. Okt. 2010 (Das Erste)     | Joachim Llambi, Charly Hübner                               | Feinkost, Ohrbooten                                           |
| 030.       | 28. Okt. 2010 (Das Erste)     | Dieter Pfaff, Jan Delay                                     | Alin Coen, Mista Wicked & Riddim Disasta                      |
| 031.       | 4. Nov. 2010 (Das Erste)      | Lisa Fitz, Jörg Wontorra                                    | OqueStrada, Wir sind Helden                                   |
| 032.       | 18. Nov. 2010 (Das Erste)     | Bjarne Mädel, Hella von Sinnen                              | Marteria, Los Dos y Compañeros                                |
| 033.       | 25. Nov. 2010 (Das Erste)     | Ulrich Tukur, Jürgen Trittin                                | Enno Bunger, Katzenjammer                                     |
| 034.       | 2. Dez. 2010 (Das Erste)      | Bernhard Brink, Sido                                        | Fettes Brot                                                   |
| 035.       | 9. Dez. 2010 (Das Erste)      | Marius Müller-Westernhagen, Ben Becker                      | Anna Depenbusch                                               |
| Staffel 7  |                               |                                                             |                                                               |
| 036.       | 17. Sep. 2011 (Das Erste)     | Caroline Peters, Xavier Naidoo, Henning Wehland             | Söhne Mannheims, Sven Regener, Thees Uhlmann                  |
| 037.       | 24. Sep. 2011 (Das Erste)     | Jens Riewa, Roberto Blanco                                  | Tim Neuhaus & The Cabinet, Kitty Kat feat. Chefket            |
| 038.       | 1. Okt. 2011 (Das Erste)      | Dietmar Bär, Eckart von Hirschhausen                        | Boy, Beatsteaks                                               |
| 039.       | 8. Okt. 2011 (Das Erste)      | Cordula Stratmann, Oliver Pocher                            | Cäthe, The Love Bülow                                         |
| 040.       | 15. Okt. 2011 (Das Erste)     | Joko und Klaas, Lena Meyer-Landrut                          | Casper, Holstuonarmusigbigbandclub                            |
| 041.       | 22. Okt. 2011 (Das Erste)     | Michael Herbig, Max Giermann                                | Raphael Gualazzi, Christiane Rösinger                         |
| 042.       | 29. Okt. 2011 (Das Erste)     | Tim Mälzer, Stefan Mross                                    | Flo Mega, Aṣa                                                 |
| 043.       | 5. Nov. 2011 (Das Erste)      | Detlev Buck, Bärbel Schäfer                                 | Wolfgang Müller, Max Prosa                                    |
| 044.       | 12. Nov. 2011 (Das Erste)     | Michael Mittermeier, Hubertus Meyer-Burckhardt              | Lana Del Rey, Jools Holland, Roger Cicero                     |
| 045.       | 19. Nov. 2011 (Das Erste)     | Howard Carpendale, Katy Karrenbauer                         | Sebastian Hackel, Moop Mama                                   |
| 046.       | 26. Nov. 2011 (Das Erste)     | Ingo Naujoks, Fips Asmussen                                 | Elif Demirezer, Miss Li                                       |
| 047.       | 4. Dez. 2011 (Das Erste)      | Heiner Lauterbach, Bettina Böttinger                        | Maxim, Naturally 7                                            |
| Staffel 8  |                               |                                                             |                                                               |
| 048.       | 20. Okt. 2012 (Das Erste)     | Kai Pflaume, Jessica Schwarz                                | Tim Bendzko, Soneros de Verdad                                |
| 049.       | 27. Okt. 2012 (Das Erste)     | Johannes B. Kerner, Michael Michalsky                       | Wallis Bird, Fiva                                             |
| 050.       | 10. Nov. 2012 (Das Erste)     | Achim Mentzel, Motsi Mabuse                                 | Astrid North, Django 3000                                     |
| 051.       | 17. Nov. 2012 (Das Erste)     | Olli Dittrich, Katja Riemann                                | Asaf Avidan, Madsen                                           |
| 052.       | 12. Jan. 2013 (Das Erste)     | Steffen Henssler, Sven Plöger                               | Johannes Oerding, Jewdyssee                                   |
| 053.       | 19. Jan. 2013 (Das Erste)     | Axel Schulz, Nora Tschirner                                 | Prag, Stefan Dettl, CRO                                       |
| 054.       | 26. Jan. 2013 (Das Erste)     | Ralf Schumacher, Ralf Möller                                | Skunk Anansie, Max von Milland                                |
| 055.       | 9. Feb. 2013 (Das Erste)      | David Garrett, Rüdiger Nehberg                              | Leslie Clio, Tonbandgerät                                     |
| 056.       | 16. Feb. 2013 (Das Erste)     | Dieter Nuhr, Die Amigos                                     | Sebó, Sea + Air                                               |
| 057.       | 23. Feb. 2013 (Das Erste)     | Gerhard Delling, Sabine Postel                              | Max Schröder, Der Fall Böse                                   |
| 058.       | 2. Mär. 2013 (Das Erste)      | Birgit Schrowange, Matthias Reim                            | Baskery                                                       |
| 059.       | 9. Mär. 2013 (Das Erste)      | Bastian Pastewka, Andy Borg                                 | Lianne La Havas, Camille O’Sullivan                           |
| Staffel 9  |                               |                                                             |                                                               |
| 060.       | 15. Juni 2013 (Das Erste)     | Martin Rütter, Guido Maria Kretschmer                       | Alex Hepburn, Heisskalt                                       |
| 061.       | 22. Juni 2013 (Das Erste)     | Bernhard Hoëcker, Joe Bausch                                | Pohlmann, OK Kid                                              |
| 062.       | 29. Juni 2013 (Das Erste)     | Konny Reimann, Maren Kroymann                               | Lùisa, Frank Turner                                           |
| 063.       | 6. Juli 2013 (Das Erste)      | Matthias Steiner, Christoph Grissemann/Dirk Stermann        | Jamie Cullum, Kasalla                                         |
| 064.       | 19. Okt. 2013 (Das Erste)     | Alice Schwarzer, Pierre M. Krause                           | Crystal Fighters, Yasha                                       |
| 065.       | 2. Nov. 2013 (Das Erste)      | Ute Lemper, Leonard Lansink                                 | Jupiter Jones                                                 |
| 066.       | 9. Nov. 2013 (Das Erste)      | Dirk Steffens, Carolin Kebekus                              | Laura Mvula, Tocotronic                                       |
| 067.       | 16. Nov. 2013 (Das Erste)     | Verona Pooth, Miroslav Nemec                                | Urban Cone, Mega! Mega!                                       |
| 068.       | 30. Nov. 2013 (Das Erste)     | Klaus Meine und Rudolf Schenker (Scorpions), Walter Sittler | Cäthe, Heidi Marie Vestrheim                                  |
| 069.       | 7. Dez. 2013 (Das Erste)      | Sven Regener, Mario Basler                                  | John Legend, Neo Rodeo                                        |
| 070.       | 21. Dez. 2013 (Das Erste)     | Kaya Yanar, Jochen Busse                                    | Silly, Alligatoah                                             |
| 071.       | 21. Dez. 2013 (Das Erste)     | Robert Harting, Leander Haußmann                            | Emma6, Shenaniganz                                            |
| Staffel 10 |                               |                                                             |                                                               |
| 072.       | 17. Mai 2014 (Das Erste)      | Jutta Speidel, Henning Baum                                 | Paolo Nutini, Sharon Jones                                    |
| 073.       | 24. Mai 2014 (Das Erste)      | Linda Zervakis, Andreas Englisch                            | Tom Odell, Chapeau Claque                                     |
| 074.       | 31. Mai 2014 (Das Erste)      | Oliver Mommsen, Bülent Ceylan                               | Dirk Zöllner, Mighty Oaks                                     |
| 075.       | 11. Okt. 2014 (Das Erste)     | Sebastian Pufpaff, Jan Josef Liefers                        | Alexa Feser, Element of Crime                                 |
| 076.       | 18. Okt. 2014 (Das Erste)     | Jörg Pilawa, Winfried Glatzeder                             | Miss Platnum, Bilderbuch                                      |
| 077.       | 25. Okt. 2014 (Das Erste)     | Wolfgang Niedecken, Meret Becker                            | BAP, Clueso                                                   |
| 078.       | 1. Nov. 2014 (Das Erste)      | Udo Wachtveitl, Dolly Buster                                | Luke Sital-Singh, Kraftklub                                   |
| 079.       | 8. Nov. 2014 (Das Erste)      | Hans Sigl, Robert Dekeyser                                  | Angus & Julia Stone, Michel van Dyke                          |
| 080.       | 15. Nov. 2014 (Das Erste)     | Rea Garvey, Tobias Moretti                                  | Mick Flannery, Ahzumjot                                       |
| 081.       | 22. Nov. 2014 (Das Erste)     | Steffen Hallaschka, Rolf Eden                               | London Grammar, Swiss und Die Andern                          |
| 082.       | 29. Nov. 2014 (Das Erste)     | Monika Gruber, Jenke von Wilmsdorff                         | Adam Cohen, Balbina                                           |
| 083.       | 13. Dez. 2014 (Das Erste)     | Til Schweiger, Thorsten Havener                             | Milliarden, Exclusive                                         |
| Staffel 11 |                               |                                                             |                                                               |
| 084.       | 11. Juli 2015 (Das Erste)     | Sarah Connor, Eveline Hall                                  | Joris, Darcy                                                  |
| 085.       | 18. Juli 2015 (Das Erste)     | Olli Schulz, Heike Makatsch                                 | Apocalyptica, Ferris MC                                       |
| 086.       | 25. Juli 2015 (Das Erste)     | Oliver Kalkofe, Joachim Meyerhoff                           | Alabama Shakes, Wanda                                         |
| 087.       | 1. Aug. 2015 (Das Erste)      | Matthias Matschke, Ralf Richter                             | Sharon Kovacs, The Dead South                                 |
| 088.       | 24. Okt. 2015 (Das Erste)     | Andreas Bourani, Torsten Sträter                            | Elen, Lukas Graham                                            |
| 089.       | 31. Okt. 2015 (Das Erste)     | Guido Maria Kretschmer, Conchita Wurst                      | Phela, Cäthe                                                  |
| 090.       | 7. Nov. 2015 (Das Erste)      | Katja Ebstein, Ulrich Matthes                               | Rhodes, Rakede                                                |
| 091.       | 19. Dez. 2015 (Das Erste) 1   | Helge Schneider, Wolfgang Trepper                           | Tina Dico, MoTrip                                             |
| 092.       | 21. Nov. 2015 (Das Erste)     | Horst Lichter, Olivia Jones                                 | Aurora, Nathaniel Rateliff & the Night Sweats                 |
| 093.       | 28. Nov. 2015 (Das Erste)     | Jan Böhmermann, Götz Alsmann                                | Elle King, Tüsn                                               |
| 094.       | 5. Dez. 2015 (Das Erste)      | Sky du Mont, Detlef Soost                                   | The Franklin Electric, Nisse                                  |
| 095.       | 12. Dez. 2015 (Das Erste)     | Judith Williams, Jörg Thadeusz                              | Saun & Starr, AnnenMayKantereit                               |
| Staffel 12 |                               |                                                             |                                                               |
| 096.       | 9. Juli 2016 (Das Erste)      | Roland Kaiser, Micky Beisenherz                             | Megaloh, Frances                                              |
| 097.       | 16. Juli 2016 (Das Erste)     | Axel Prahl, Rocko Schamoni                                  | Lina Maly, Dua Lipa                                           |
| 098.       | 23. Juli 2016 (Das Erste)     | Max Moor, Palina Rojinski                                   | Andra Day, The Lumineers                                      |
| 099.       | 30. Juli 2016 (Das Erste)     | Mehmet Scholl, Andrea Kiewel                                | Balloon Pilot, Fuzzmann & The Singin Rebels                   |
| 100.       | 13. Aug. 2016 (Das Erste)     | Annette Frier, Lutz van der Horst                           | Meute, Beginner, Santiano                                     |
| 101.       | 27. Aug. 2016 (Das Erste)     | Jörg Hartmann, Jan Weiler                                   | Alice Phoebe Lou, Michael Kiwanuka                            |
| 102.       | 29. Okt. 2016 (Das Erste)     | Tim Wiese, Stefan Kretzschmar                               | Faber, Lewis & Leigh, Isolation Berlin                        |
| 103.       | 5. Nov. 2016 (Das Erste)      | Marius Müller-Westernhagen, Benjamin von Stuckrad-Barre     | Leo Stannard, Die Höchste Eisenbahn                           |
| 104.       | 12. Nov. 2016 (Das Erste)     | Franziska van Almsick, Johann von Bülow                     | Gregory Porter, Alma                                          |
| 105.       | 19. Nov. 2016 (Das Erste)     | Volker Lechtenbrink, Thomas Anders                          | Von Wegen Lisbeth                                             |
| 106.       | 26. Nov. 2016 (Das Erste)     | Margarethe Schreinemakers, Olaf Schubert                    | Half Moon Run, Tom Odell                                      |
| 107.       | 3. Dez. 2016 (Das Erste)      | Sandra Maischberger, Heinz Strunk                           | Rag'n'Bone Man                                                |
| Staffel 13 |                               |                                                             |                                                               |
| 108.       | 17. Juni 2017 (Das Erste)     | Campino, Fahri Yardım                                       | Die Toten Hosen, Sigrid, Broilers                             |
| 109.       | 24. Juni 2017 (Das Erste)     | Stefan Effenberg, Christian Tramitz                         | Blondie, Beth Ditto                                           |
| 110.       | 1. Juli 2017 (Das Erste)      | Ranga Yogeshwar, Susanne Fröhlich                           | Betsy, Anna Depenbusch                                        |
| 111.       | 8. Juli 2017 (Das Erste)      | Alexander Bommes, Marteria                                  | Myles Sanko, Toksï                                            |
| 112.       | 15. Juli 2017 (Das Erste)     | Dunja Hayali, Florian Schroeder                             | Tom Grennan, Max Richard Leßmann                              |
| 113.       | 22. Juli 2017 (Das Erste)     | Wigald Boning, Joey Kelly                                   | Matt Andersen, Max Prosa                                      |
| 114.       | 21. Okt. 2017 (Das Erste)     | Wolfgang Joop, Tokio Hotel                                  | First Aid Kit, Anderson East                                  |
| 115.       | 28. Okt. 2017 (Das Erste)     | Samu Haber, Sven Martinek                                   | Sunrise Avenue, Granada, Ásgeir                               |
| 116.       | 4. Nov. 2017 (Das Erste)      | Katrin Sass, Mark Benecke                                   | Gavin James, Blowm & Maddin un de Maudefaades                 |
| 117.       | 11. Nov. 2017 (Das Erste)     | Peter Maffay, Adel Tawil                                    | Dean Lewis                                                    |
| 118.       | 18. Nov. 2017 (Das Erste)     | Klaas Heufer-Umlauf, Ingo Appelt                            | Gloria, Portugal. The Man, Sarah Lesch                        |
| 119.       | 25. Nov. 2017 (Das Erste)     | Christine Neubauer, Luke Mockridge                          | Liam Gallagher, Kettcar                                       |
| Staffel 14 |                               |                                                             |                                                               |
| 120.       | 26. Mai 2018 (Das Erste)      | Iris Berben, Barbara Schöneberger                           | Aloe Blacc, Das Lumpenpack                                    |
| 121.       | 2. Juni 2018 (Das Erste)      | Robert Habeck, Hazel Brugger                                | The White Buffalo, Shannon Shaw                               |
| 122.       | 9. Juni 2018 (Das Erste)      | Anne Will, Lars Eidinger                                    | Lewis Capaldi, Erdmöbel                                       |
| 123.       | 21. Juli 2018 (Das Erste)     | Smudo und Michi (Die Fantastischen Vier), Janine Kunze      | Freya Ridings, Tristan Brusch                                 |
| 124.       | 28. Juli 2018 (Das Erste)     | Bettina Zimmermann, Fynn Kliemann, Doro Pesch               | Bosse                                                         |
| 125.       | 4. Aug. 2018 (Das Erste)      | Vicky Leandros, Frank Schätzing                             | Lxandra                                                       |
| 126.       | 20. Okt. 2018 (Das Erste)     | Matthias Opdenhövel, Torsten Sträter                        | Element of Crime, Elle King                                   |
| 127.       | 27. Okt. 2018 (Das Erste)     | Mark Forster, Mareile Höppner                               | Dermot Kennedy, OK Kid                                        |
| 128.       | 3. Nov. 2018 (Das Erste)      | Sido, Margie Kinsky                                         | Milou & Flint, Leoniden                                       |
| 129.       | 10. Nov. 2018 (Das Erste)     | Martin Rütter, Nelson Müller                                | James Arthur, Laing                                           |
| 130.       | 17. Nov. 2018 (Das Erste)     | Otto Waalkes, Katrin Bauerfeind                             | George Ezra                                                   |
| 131.       | 24. Nov. 2018 (Das Erste)     | Florian David Fitz, Antoine Monot, Jr.                      | Jorja Smith, Klan                                             |
| Staffel 15 |                               |                                                             |                                                               |
| 132.       | 22. Juni 2019 (Das Erste)     | Per Mertesacker, Andreas Wolff                              | Donna Missal, Jade Bird                                       |
| 133.       | 29. Juni 2019 (Das Erste)     | Anna Loos, Lena Meyer-Landrut 2                             | Sarajane McMinn                                               |
| 134.       | 6. Juli 2019 (Das Erste)      | Simone Thomalla, Frank Thelen                               | Sam Fender, Alli Neumann                                      |
| 135.       | 13. Juli 2019 (Das Erste)     | Wolfgang Kubicki, Wladimir Kaminer                          | Flo Mega, Michelle David & The Gospel Sessions                |
| 136.       | 20. Juli 2019 (Das Erste)     | Sting, Sarah Connor, Hajo Schumacher                        | Jacob Banks, Provinz                                          |
| 137.       | 27. Juli 2019 (Das Erste)     | Charly Hübner, Maximilian Brückner                          | Giant Rooks, Grossstadtgeflüster                              |
| 138.       | 19. Okt. 2019 (Das Erste)     | Elton, Laura Wontorra                                       | Wilder Woods, AnnenMayKantereit                               |
| 139.       | 26. Okt. 2019 (Das Erste)     | Elyas M’Barek, Frederick Lau                                | Elen, Bonaparte                                               |
| 140.       | 2. Nov. 2019 (Das Erste)      | Sebastian Bezzel, Bettina Tietjen                           | Celeste                                                       |
| 141.       | 9. Nov. 2019 (Das Erste)      | Gregor Gysi, Campino                                        | Die Toten Hosen, Johannes Oerding                             |
| 142.       | 16. Nov. 2019 (Das Erste)     | Ulrike Folkerts, Kai Pflaume                                | Beth Hart, Thees Uhlmann                                      |
| 143.       | 23. Nov. 2019 (Das Erste)     | Joko Winterscheidt, Jörg Thadeusz                           | Lee Fields, Jenniffer Kae                                     |
| Staffel 16 |                               |                                                             |                                                               |
| 144.       | 30. Juli 2020 (Das Erste)     | Tim Mälzer, Justin Leone                                    | ok.wedding, Antilopen Gang                                    |
| 145.       | 6. Aug. 2020 (Das Erste)      | Margot Käßmann, Rolando Villazón                            | Rhodes, Alex Mayr                                             |
| 146.       | 13. Aug. 2020 (Das Erste)     | Lisa Maria Potthoff, Jenke von Wilmsdorff                   | Remme, Jeremias                                               |
| 147.       | 20. Aug. 2020 (Das Erste)     | Ralf Dümmel, Michel Abdollahi                               | Joy Denalane, TOCHTER                                         |
| 148.       | 27. Aug. 2020 (Das Erste)     | Judith Rakers, Steven Gätjen                                | Oehl, Provinz                                                 |
| 149.       | 3. Sep. 2020 (Das Erste)      | Deniz Aytekin, Olli Dittrich                                | Bruckner, Flinte                                              |
| 150.       | 10. Sep. 2020 (Das Erste)     | Guido Maria Kretschmer, Till Brönner                        | Majan                                                         |
| 151.       | 17. Sep. 2020 (Das Erste)     | Uschi Glas, Max Leon Windscheid                             | Max Prosa, Felix Kummer                                       |
| 152.       | 24. Sep. 2020 (Das Erste)     | Jorge González, Birgit Schrowange                           | Selig, Das Lumpenpack                                         |
| 153.       | 1. Okt. 2020 (Das Erste)      | Martin Brambach, Sebastian Pufpaff                          | James Bay, Philipp Poisel                                     |
| 154.       | 8. Okt. 2020 (Das Erste)      | Helge Schneider, Olaf Schubert                              | —                                                             |
| 155.       | 15. Okt. 2020 (Das Erste)     | Nena, Kida Khodr Ramadan                                    | Blond                                                         |
| Staffel 17 |                               |                                                             |                                                               |
| 156.       | 29. Juli 2021 (Das Erste)     | Elke Heidenreich, Sophie Passmann                           | Ansa Sauermann, UWE                                           |
| 157.       | 5. Aug. 2021 (Das Erste)      | Konstantin Wecker, Bosse                                    | Jada                                                          |
| 158.       | 12. Aug. 2021 (Das Erste)     | Caren Miosga, Tommi Schmitt                                 | LUNA, Betterov                                                |
| 159.       | 19. Aug. 2021 (Das Erste)     | Bjarne Mädel, Heinz Strunk                                  | Wilhelmine                                                    |
| 160.       | 26. Aug. 2021 (Das Erste)     | Christoph Daum, Atze Schröder                               | Steiner & Madlaina, Telquist                                  |
| 161.       | 2. Sep. 2021 (Das Erste)      | Felix Neureuther, Hazel Brugger                             | Teesy, Kapelle Petra                                          |
| 162.       | 9. Sep. 2021 (Das Erste)      | Peter Heinrich Brix, Anja Kohl                              | Zak Abel, Maeckes                                             |
| 163.       | 16. Sep. 2021 (Das Erste)     | Peter Lohmeyer, Bastian Bielendorfer                        | Charles Pasi, Alligatoah & Esther Graf                        |
| 164.       | 23. Sep. 2021 (Das Erste)     | Ben Becker, Micky Beisenherz                                | Griff, Parcels                                                |
| 165.       | 30. Sep. 2021 (Das Erste)     | Herbert Knaup, Clueso                                       | Zaz                                                           |
| 166.       | 7. Okt. 2021 (Das Erste)      | Adele Neuhauser, Sarah Kuttner                              | Rag'n'Bone Man, Mar Malade                                    |
| 167.       | 14. Okt. 2021 (Das Erste)     | Marcel Reif, Caro Daur                                      | Tocotronic, Aidan Martin                                      |
| Staffel 18 |                               |                                                             |                                                               |
| 168.       | 28. Juli 2022 (Das Erste)     | Olli Schulz, Marius Müller-Westernhagen                     | Jochen Distelmeyer                                            |
| 169.       | 4. Aug. 2022 (Das Erste)      | Steffen Baumgart, Jasna Fritzi Bauer                        | Wet Leg                                                       |
| 170.       | 11. Aug. 2022 (Das Erste)     | Torsten Sträter, Elena Uhlig                                | Lola Young, Teddy Swims                                       |
| 171.       | 18. Aug. 2022 (Das Erste)     | Bill Kaulitz, Giovanni Zarrella                             | Phil Siemers                                                  |
| 172.       | 25. Aug. 2022 (Das Erste)     | Mariele Millowitsch, Uwe Ochsenknecht                       | Kings Elliot, Michèl von Wussow                               |
| 173.       | 1. Sep. 2022 (Das Erste)      | Désirée Nosbusch, Sebastian Pufpaff                         | Ibeyi, Il Civetto                                             |
| 174.       | 10. Sep. 2022 (Das Erste) 3   | Frauke Ludowig, Sebastian Ströbel                           | Paolo Nutini, Florian Paul & die Kapelle der letzten Hoffnung |
| 175.       | 15. Sep. 2022 (Das Erste)     | Jan Böhmermann, Carlo von Tiedemann                         | Larkin Poe, Wanda                                             |
| 176.       | 22. Sep. 2022 (Das Erste)     | Katharina Thalbach, Michael Tsokos                          | Beth Hart                                                     |
| 177.       | 29. Sep. 2022 (Das Erste)     | Michael Bully Herbig, Ralf Schmitz                          | Sebastian Madsen                                              |
| 178.       | 6. Okt. 2022 (Das Erste)      | Sebastian Fitzek, Till Reiners                              | Deichkind, Flo Mega                                           |
| 179.       | 13. Okt. 2022 (Das Erste)     | Iris Berben, Martina Voss-Tecklenburg                       | Henning May, Sportfreunde Stiller                             |
| Staffel 19 |                               |                                                             |                                                               |
| 180.       | 20. Juli 2023 (Das Erste)     | Lars Klingbeil, Almuth Schult                               | GERD, Gringo Mayer                                            |
| 181.       | 27. Juli 2023 (Das Erste)     | Oliver Welke, Dietmar Wischmeyer                            | Ingrid Andress, UWE                                           |
| 182.       | 3. Aug. 2023 (Das Erste)      | Anneke Kim Sarnau, Michael Mittermeier                      | Lena & Linus                                                  |
| 183.       | 10. Aug. 2023 (Das Erste)     | Alexander Herrmann, Yael Adler                              | Ennio, Feine Sahne Fischfilet                                 |
| 184.       | 17. Aug. 2023 (Das Erste)     | Reinhold Messner, Boris Herrmann                            | Olivia Dean, Fettes Brot                                      |
| 185.       | 24. Aug. 2023 (Das Erste)     | Sven Regener, Flake Lorenz 4                                | Element of Crime, Birdy                                       |
| 186.       | 31. Aug. 2023 (Das Erste)     | Anna Schudt, Stefanie Kloß                                  | Silbermond, Freya Ridings                                     |
| 187.       | 7. Sep. 2023 (Das Erste)      | Howard Carpendale, Thomas Hermanns                          | The Teskey Brothers                                           |
| 188.       | 14. Sep. 2023 (Das Erste)     | Carolin Kebekus, Laura Larsson                              | Berq, Kaffkiez                                                |
| 189.       | 21. Sep. 2023 (Das Erste)     | Johannes B. Kerner, Marlene Lufen                           | MEUTE & The Young ClassX, Paula Carolina                      |
| 190.       | 28. Sep. 2023 (Das Erste)     | Motsi Mabuse, Klaas Heufer-Umlauf                           | Bipolar Feminin                                               |
| 191.       | 5. Okt. 2023 (Das Erste)      | Mark Forster, Kaya Yanar                                    | RAYE                                                          |
| Staffel 20 |                               |                                                             |                                                               |
| 192.       | 27. Juni 2024 (Das Erste)     | Markus Söder, Felix Neureuther                              | Gianna Nannini, Tors                                          |
| 193.       | 4. Juli 2024 (Das Erste)      | Marianne Rosenberg, Bülent Ceylan                           | Jack Savoretti                                                |
| 194.       | 11. Juli 2024 (Das Erste)     | Eva Mattes, Pierre M. Krause                                | Olli Schulz, Uche Yara                                        |
| 195.       | 18. Juli 2024 (Das Erste)     | Wigald Boning, Bernhard Hoëcker, Michael Kessler            | The Last Dinner Party, Grossstadtgeflüster                    |
| 196.       | 25. Juli 2024 (Das Erste)     | Frank Plasberg, Carola Holzner                              | Wilhelmine & Madeline Juno, The Dead South                    |
| 197.       | 1. Aug. 2024 (Das Erste)      | Bruce Darnell, Gisa Flake                                   | Angus & Julia Stone, Chapo102                                 |
| 198.       | 8. Aug. 2024 (Das Erste)      | Cordula Stratmann, Matthias Maurer                          | Irma, Rosmarin                                                |
| 199.       | 15. Aug. 2024 (Das Erste)     | Mai Thi Nguyen-Kim, Lilo Wanders                            | Sanko, Albin Lee Meldau                                       |
| 200.       | 22. Aug. 2024 (Das Erste)     | Susanne Daubner, Götz Otto                                  | Benjamin Amaru                                                |
| 201.       | 21. Sep. 2024 (Das Erste)     | Katarina Witt, Jonas Kaufmann                               | Darren Kiely                                                  |
| 202.       | 28. Sep. 2024 (Das Erste)     | Hape Kerkeling, Timon Krause                                | Lady Blackbird                                                |
| 203.       | 5. Okt. 2024 (Das Erste)      | Hinnerk Schönemann, Sabine Rückert                          | Lola Young, Skuth                                             |
| Staffel 21 |                               |                                                             |                                                               |
| 204.       | 24. Juli 2025 (Das Erste)     | Christoph Kramer, Joachim Meyerhoff                         | Chris Kläfford, Blond                                         |
| 205.       | 31. Juli 2025 (Das Erste)     | Jessy Wellmer, Dirk Steffens                                | Zartmann                                                      |
| 206.       | 7. Aug. 2025 (Das Erste)      | Lars Eidinger, Andrea Petković                              | The Beaches, JEREMIAS                                         |
| 207.       | 14. Aug. 2025 (Das Erste)     | Peer Steinbrück, Frank Schätzing                            | Magda, Marc Broussard                                         |
| 208.       | (Das Erste)                   | Karoline Herfurth, Max Giesinger                            |                                                               |
| 209.       | (Das Erste)                   | Jörg Hartmann, Stefanie Stahl                               |                                                               |
| 210.       | (Das Erste)                   | Andrea Sawatzki, Ehrlich Brothers                           | Dota, Florian Paul & die Kapelle der letzten Hoffnung         |
| 211.       | (Das Erste)                   | Ilka Bessin, Sebastian Lege                                 | Vella, Alli Neumann                                           |

## Director’s Cut
Es wurden Folgen in einem verlängerten Director’s Cut produziert.
| Folge | Erstausstrahlung             | Talkgäste                         | Musik, Comedy, Kabarett | Länge      |
| ----- | ---------------------------- | --------------------------------- | ----------------------- | ---------- |
| 01.   | 1. Mär. 2019 (NDR Fernsehen) | Iris Berben, Barbara Schöneberger | Lumpenpack              | 75 Minuten |
| 02.   | 17. Mai 2019 (NDR Fernsehen) | Otto Waalkes, Katrin Bauerfeind   | George Ezra             | 75 Minuten |
| 03.   | 28. Sep. 2023 (Das Erste)    | Motsi Mabuse, Klaas Heufer-Umlauf | Bipolar Feminin         | 75 Minuten |

## Specials
In den Specials werden noch einmal die besten Gespräche (Best of Sabbeln) und Musikeinlagen (Best of Singen) in Zusammenschnitten gezeigt. Am 31. Dezember 2012 gab es die fast zweistündige Show Inas Sylvester Nacht mit den Gästen Bjarne Mädel, Gunter Gabriel, Mary Roos und Thomas Hermanns. Anlässlich der 100. Folge von Inas Nacht wurde am 12. August 2016 das 105-minütige Special Das Beste aus 100 Folgen mit Hubertus Meyer-Burckhardt und Bettina Tietjen ausgestrahlt.
| Folge | Erstausstrahlung              | Titel                                  | Länge       |
| ----- | ----------------------------- | -------------------------------------- | ----------- |
| 01.   | 26. Dez. 2009 (NDR Fernsehen) | Best of Singen                         | 75 Minuten  |
| 02.   | 30. Dez. 2009 (NDR Fernsehen) | Best of Sabbeln                        | 75 Minuten  |
| 03.   | 16. Dez. 2011 (NDR Fernsehen) | Best of Sabbeln 2                      | 60 Minuten  |
| 04.   | 30. Dez. 2011 (NDR Fernsehen) | Best of Singen 2                       | 125 Minuten |
| 05.   | 31. Dez. 2012 (NDR Fernsehen) | Inas Silvesternacht (2012)             | 115 Minuten |
| 06.   | 12. Juli 2013 (NDR Fernsehen) | Best of Sabbeln 3                      | 60 Minuten  |
| 07.   | 19. Juli 2013 (NDR Fernsehen) | Best of Singen 3                       | 60 Minuten  |
| 08.   | 27. Dez. 2013 (NDR Fernsehen) | Best of Singen 4                       | 60 Minuten  |
| 09.   | 30. Dez. 2013 (NDR Fernsehen) | Best of Sabbeln 4                      | 60 Minuten  |
| 10.   | 20. Dez. 2014 (NDR Fernsehen) | Best of Sabbeln 5                      | 60 Minuten  |
| 11.   | 30. Dez. 2014 (NDR Fernsehen) | Best of Singen 5                       | 60 Minuten  |
| 12.   | 18. Dez. 2015 (NDR Fernsehen) | Best of Sabbeln 6                      | 60 Minuten  |
| 13.   | 27. Dez. 2015 (NDR Fernsehen) | Best of Singen 6                       | 60 Minuten  |
| 14.   | 12. Aug. 2016 (NDR Fernsehen) | Das Beste aus 100 Folgen               | 105 Minuten |
| 15.   | 23. Dez. 2016 (NDR Fernsehen) | Best of Singen & Sabbeln 2016 (Teil 1) | 60 Minuten  |
| 16.   | 30. Dez. 2016 (NDR Fernsehen) | Best of Singen & Sabbeln 2016 (Teil 2) | 60 Minuten  |
| 17.   | 22. Dez. 2017 (NDR Fernsehen) | Best of Singen & Sabbeln 2017 (Teil 1) | 60 Minuten  |
| 18.   | 26. Dez. 2017 (NDR Fernsehen) | Best of Singen & Sabbeln 2017 (Teil 2) | 60 Minuten  |
| 19.   | 21. Dez. 2018 (NDR Fernsehen) | Best of Singen & Sabbeln 2018 (Teil 1) | 60 Minuten  |
| 20.   | 28. Dez. 2018 (NDR Fernsehen) | Best of Singen & Sabbeln 2018 (Teil 2) | 60 Minuten  |
| 21.   | 15. Juni 2019 (Das Erste)     | Best of 2018                           | 60 Minuten  |
| 22.   | 27. Dez. 2019 (NDR Fernsehen) | Best of Singen & Sabbeln 2019 (Teil 1) | 60 Minuten  |
| 23.   | 17. Mär. 2020 (Das Erste)     | Best of Singen & Sabbeln 2019 (Teil 2) | 60 Minuten  |
| 24.   | 26. Juni 2020 (NDR Fernsehen) | Best of Singen & Sabbeln 2019 (Teil 3) | 60 Minuten  |
| 25.   | 30. Dez. 2020 (NDR Fernsehen) | Best of Singen & Sabbeln 2020          | 60 Minuten  |
| 26.   | 25. Dez. 2022 (NDR Fernsehen) | Das Beste aus 15 Jahren                | 90 Minuten  |
| 27.   | 31. Dez. 2022 (NDR Fernsehen) | Best of Singen & Sabbeln 2021          | 60 Minuten  |
| 28.   | 15. Dez. 2023 (NDR Fernsehen) | Best of Singen & Sabbeln 2022          | 60 Minuten  |
| 29.   | 20. Dez. 2024 (NDR Fernsehen) | Best of Singen & Sabbeln 2023          | 60 Minuten  |
| 30.   | 31. Dez. 2024 (NDR Fernsehen) | Inas Silvesternacht (2024)             | 115 Minuten |

## Auszeichnungen

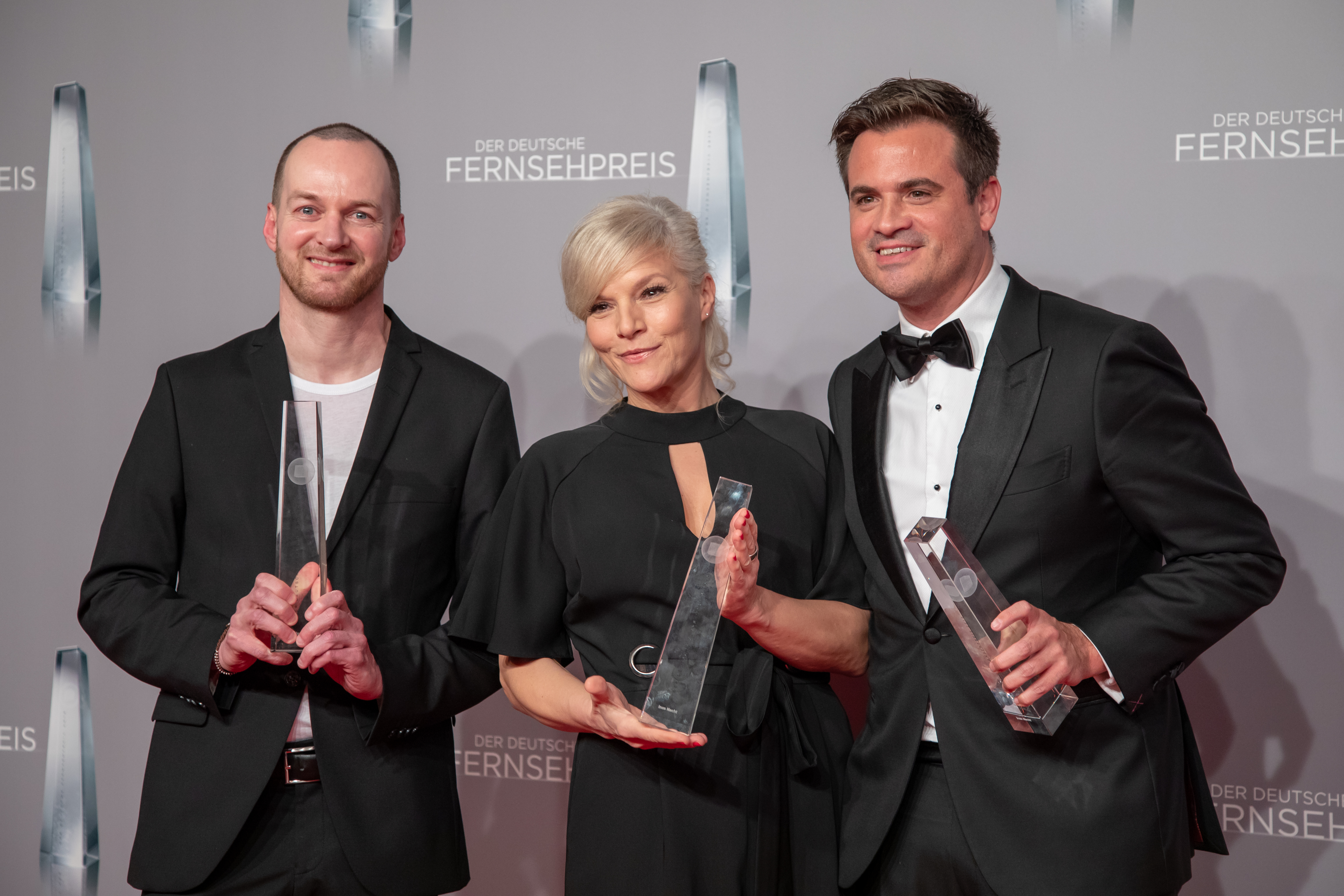
Team von Inas Nacht mit dem Deutschen Fernsehpreis 2019

### Erhaltene Auszeichnungen
- 2008: Deutscher Fernsehpreis für Ina Müller in der Kategorie Beste Moderation Late Night für Inas Nacht[7]
- 2009: Goldener Prometheus in der Kategorie Newcomer des Jahres 2008 für Inas Nacht[8]
- 2009: Deutscher Comedypreis in der Kategorie Beste Late Night Show für Inas Nacht
- 2010: Grimme-Preis in der Kategorie Unterhaltung[9]
- 2010: HANS – Der Hamburger Musikpreis in der Kategorie Hamburger Medienformat des Jahres
- 2012: Echo in der Kategorie Medienpartner des Jahres
- 2014: Deutscher Kamerapreis in der Kategorie Beste Mehrkamera-Produktion
- 2019: Deutscher Fernsehpreis für Ina Müller sowie die Redaktion in der Kategorie Beste Unterhaltung Late Night

### Nominierungen
- 2010: Rose d’Or in der Kategorie Variety & Live Event Show[10]
- 2010: Deutscher Comedypreis in der Kategorie Beste Late-Night-Show für Inas Nacht[11]
- 2011: Deutscher Comedypreis in der Kategorie Beste Late-Night-Show für Inas Nacht